# Douglas F4D Skyray
El Douglas F4D Skyray (posteriormente renombrado F-6 Skyray) fue un caza construido por la Douglas Aircraft Company estadounidense. Aunque estuvo en servicio pocos años y no llegó a entrar en combate, tuvo repercusión al mantener récords de velocidad y ser el primer caza de la Armada de los Estados Unidos capaz de superar la velocidad Mach 1 en vuelo nivelado.
El Skyray fue diseñado para cubrir los requisitos solicitados por la Armada de los Estados Unidos en 1947 para un caza con capacidad de interceptar y destruir a un caza enemigo a una altitud de 50 000 pies, cinco minutos más tarde de saltar las alarmas. La Armada de los Estados Unidos también quería un avión que siguiese los diseños y las investigaciones del ingeniero aeronáutico Alexander Lippisch, que se mudó a los Estados Unidos tras finalizar la Segunda Guerra Mundial.

## Diseño y desarrollo

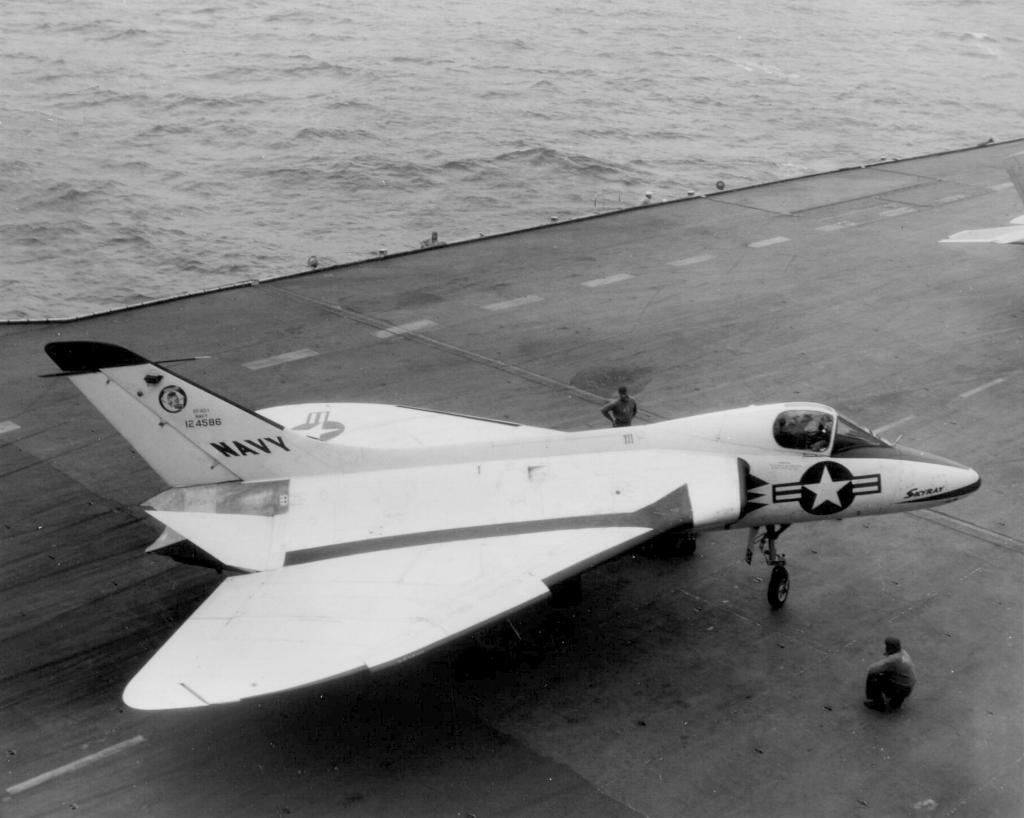
El prototipo XF4D-1 sobre la cubierta del Portaaviones USS Coral Sea (CVA-43) en octubre de 1953.

El interés de la Armada estadounidense por las investigaciones que llevaban a cabo los alemanes sobre el ala en delta condujo, en 1947, al diseño por parte de Douglas Aircraft de un interceptor embarcado que presentaba una variación del ala en delta estricta. La aprobación del diseño de Douglas se reflejó en la firma de un contrato, el 16 de diciembre de 1948, por dos prototipos Douglas XF4D-1, el primero de los cuales realizó su vuelo inaugural el 23 de enero de 1951, propulsado por un motor Allison J35-A-17 de 2268 kg de empuje. Se trataba de una planta motriz de emergencia, a consecuencia del retraso que experimentaba el desarrollo del turborreactor Westinghouse J40, que era el motor planeado inicialmente. Por lo tanto, ambos prototipos volaron con el XJ40-WE-6, que desarrollaba 3175 kg de empuje, y con el XJ40-WE-8 estabilizado a 5262 kg con poscombustión, pero las dificultades surgidas en el programa de este motor condujeron a la adopción definitiva del motor Pratt & Whitney J57 para el modelo de serie.
El F4D Skyray era un monoplano de ala media cantilever, cuyas alas de configuración en delta modificada, incorporaban elevones que funcionaban colectivamente como timones de profundidad o alerones. La unidad de cola sólo presentaba superficies verticales aflechadas, el tren de aterrizaje era de tipo triciclo retráctil y el piloto se acomodaba delante del ala, en una cabina cerrada que le proporcionaba una excelente visibilidad.
El verdadero potencial del F4D Skyray quedó patente con el segundo prototipo, que el 3 de octubre de 1953, propulsado por el turborreactor XJ40-WE-8, estableció un nuevo récord de velocidad de 1211,746 km/h.
Además, el F4D-1 resultaba excepcional por su velocidad de trepada: el 22 y 23 de mayo de 1958, el mayor Edward N. LeFaivre del USMC conquistó cinco récords mundiales de tiempo de trepada con este modelo.

## Historia operacional
El primer F4D-1 de serie realizó su vuelo inaugural el 5 de junio de 1954, propulsado con poscombustión, pero hasta el 16 de abril de 1956 no comenzaron las entregas, en principio destinadas al VC-3 Squadron de la Armada estadounidense. El 22 de diciembre de 1958 se entregó el aparato número 419, el último de serie. En el transcurso de este tiempo se había realizado otro cambio: la instalación del motor J57-P-8 sobrepotenciado. Todos los aviones conservaron la designación F4D-1 y fueron llamados popularmente "Ford". En la cumbre de su carrera, el Skyray equipó 11 escuadrones de la Armada, seis del Cuerpo de Marines y tres de la Reserva, pero ninguno fue utilizado operacionalmente. Curiosamente, sólo uno de estos 17 escuadrones estaba asignado a la defensa del territorio continental de Estados Unidos (North American Air Defense Command), tarea para la cual parecía más apto el Skyray. El modelo permaneció en primera línea hasta 1960, formando parte de dos escuadrones. En septiembre de 1962 recibió la designación F-6A en el nuevo sistema de designación de aeronaves adoptado en Estados Unidos.

## Variantes

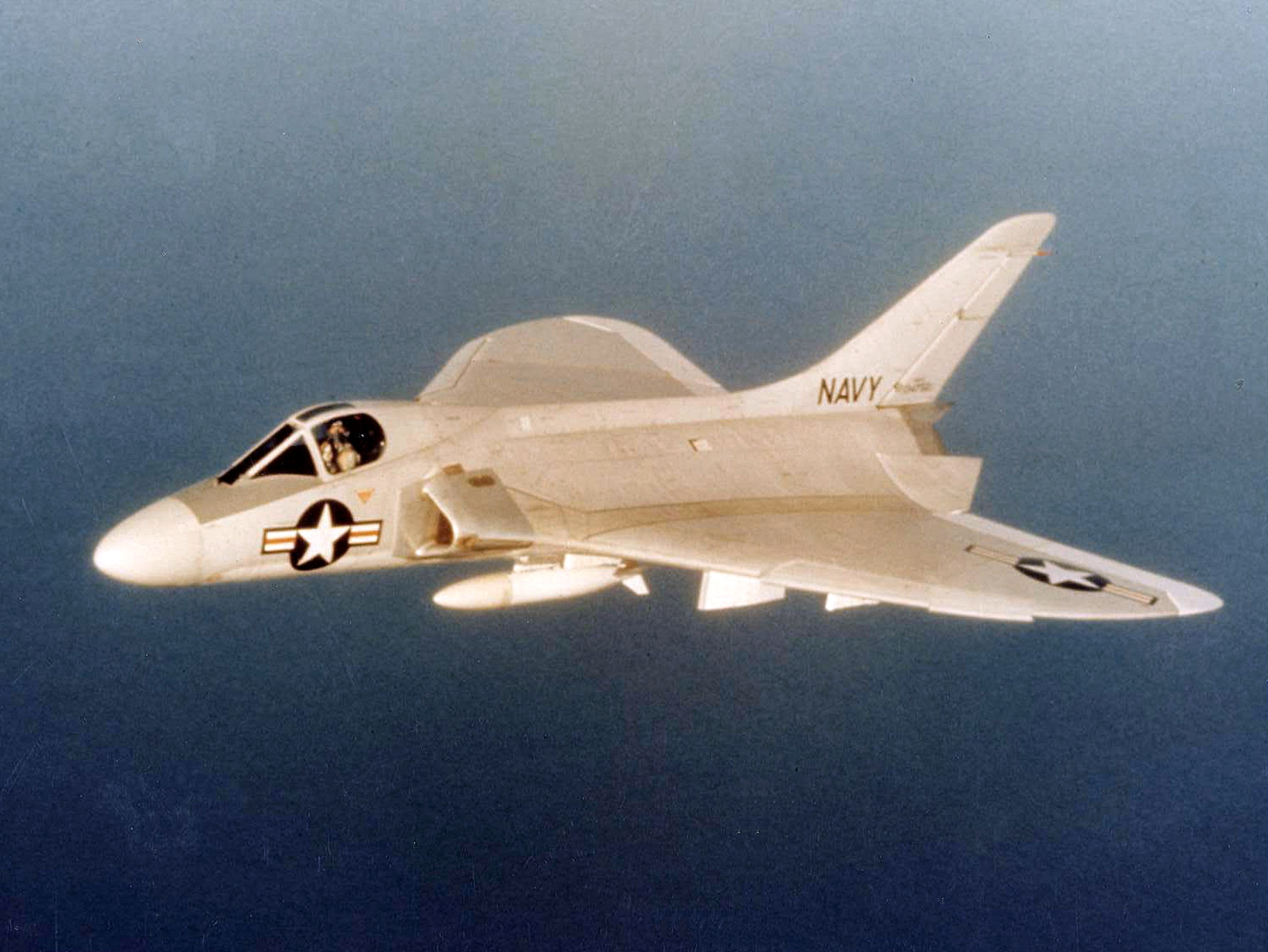
F4D-1 Skyray.

XF4D-1
Prototipos, redesignados YF-6A en 1962, dos construidos.
F4D-1
Avión de caza monoplaza, modelo de producción redesignado F-6A en 1962, 420 construidos.
F4D-2
F4D-1 remotorizados con el J57-F-14, orden cancelada de 100 unidades.
F4D-2N
Versión del F4D-2 con morro extendido, alojando dos exploradores radar, sólo proyectado, evolucionó en el F5D Skylancer.
YF-6A
Prototipos del XF4D-1 redesignados en 1962.
F-6A
F4D-1 redesignados en 1962.

## Operadores
Estados Unidos
- Armada de los Estados Unidos

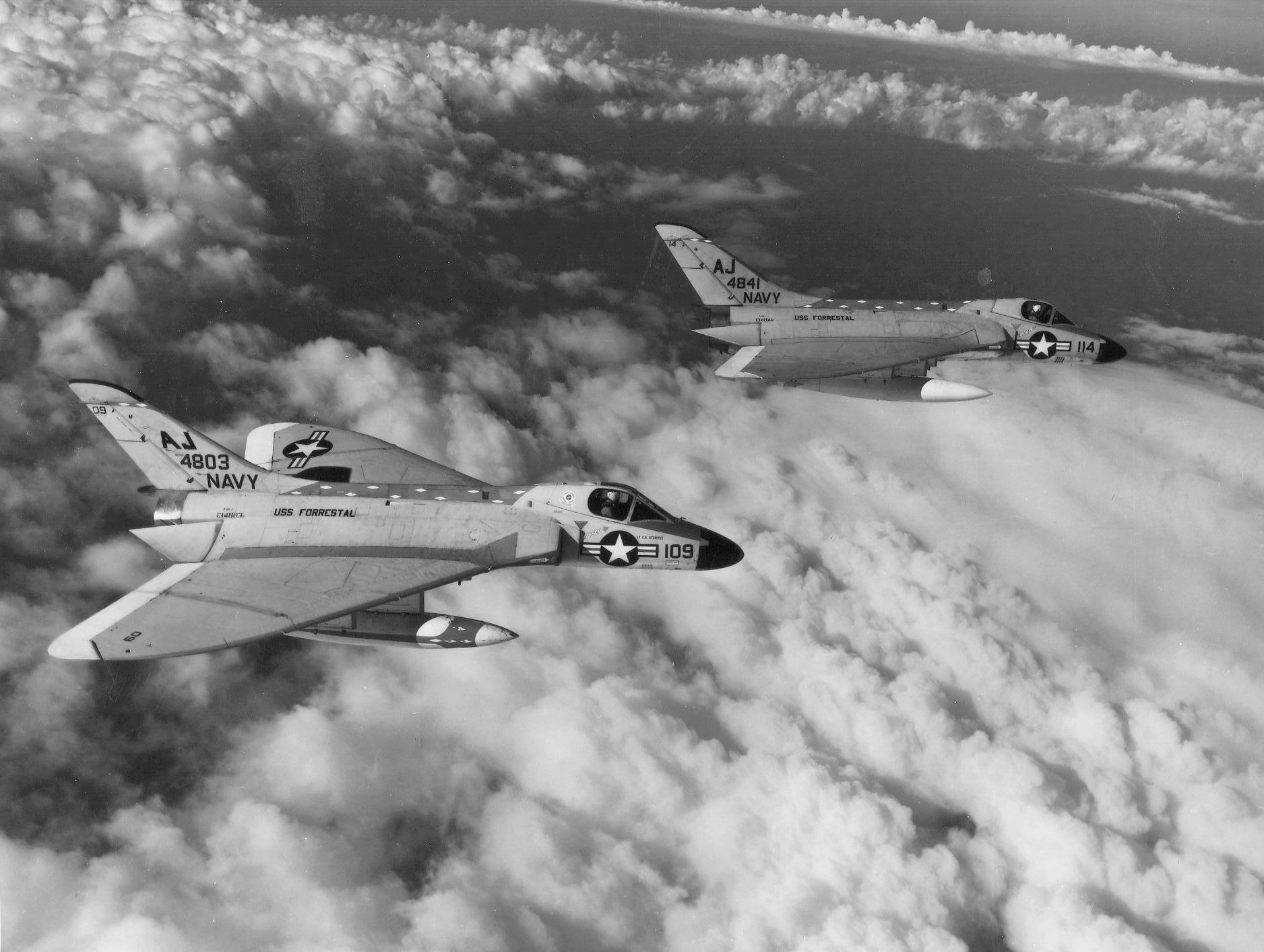
Formación de dos F4D-1 Skyray del VF-102.

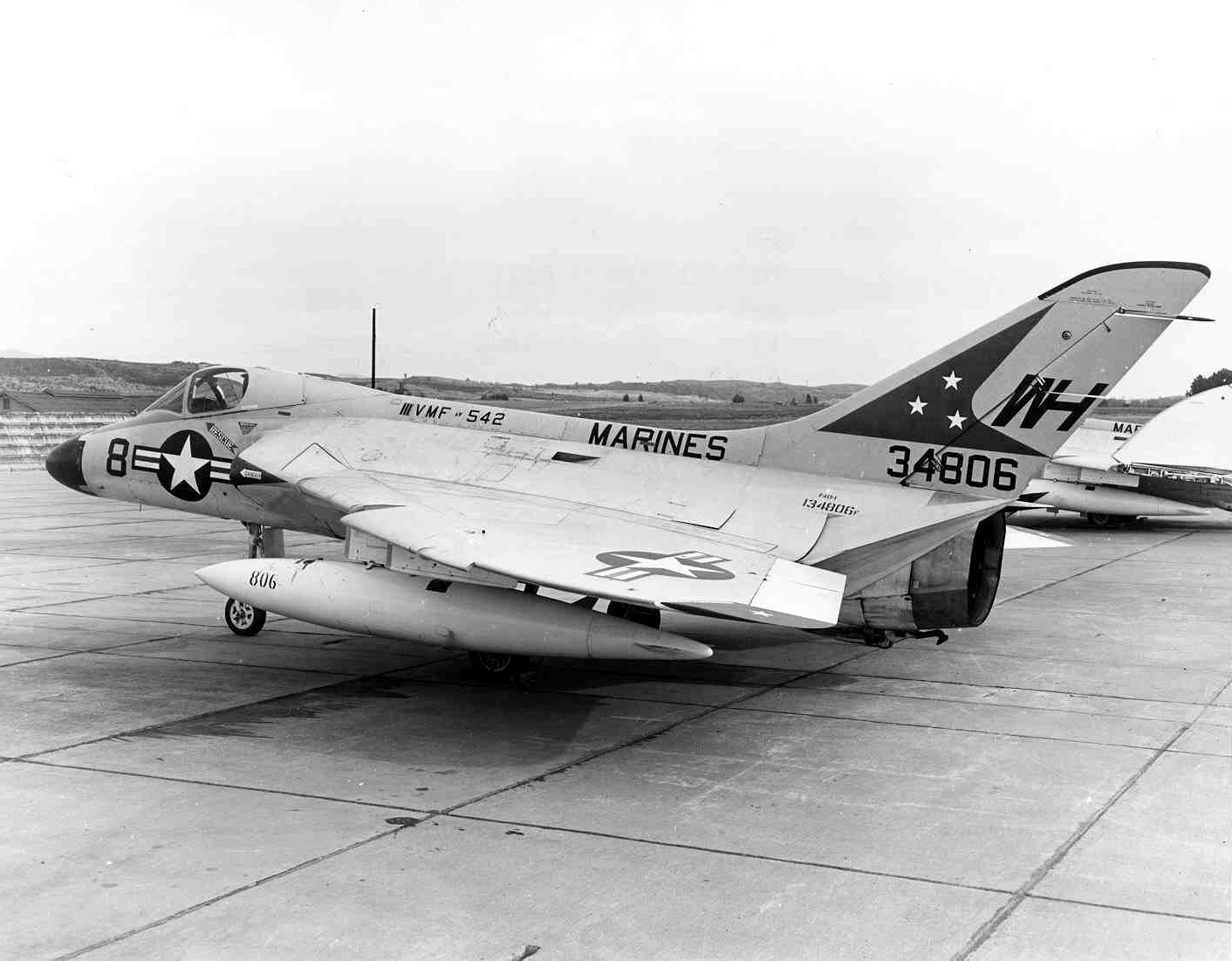
F4D-1 del VMF-542.

- Cuerpo de Marines de los Estados Unidos
- NACA/NASA

## Supervivientes
XF4D-1
- 124587: U.S. Naval Museum of Armament and Technology en el Naval Air Weapons Station China Lake, California. Está en préstamo del National Naval Aviation Museum, Naval Air Station Pensacola, Florida.[1]

F4D-1 (F-6A)
- 134748: Pima Air and Space Museum anexo a la Davis-Monthan Air Force Base en Tucson, Arizona. Está en préstamo del National Naval Aviation Museum.[2]
- 134764: Naval Air Station Patuxent River en St. Mary's County, Maryland. Está en préstamo del  National Naval Aviation Museum.[3]
- 134806: National Naval Aviation Museum[4]
- 134836: New England Air Museum en Windsor Locks, Connecticut.[5]
- 134936: Pueblo Weisbrod Aircraft Museum en el Pueblo Memorial Airport, Colorado.[6]
- 134950: Aviation Heritage Park en el Naval Air Station Oceana en Virginia Beach, Virginia.  Está en préstamo del National Naval Aviation Museum.[7]
- 139177: Flying Leatherneck Aviation Museum en la Marine Corps Air Station Miramar en San Diego, California. Está en préstamo del National Naval Aviation Museum.[8]

## Especificaciones
Referencia datos: ccdemo.info

### Características generales
- Tripulación: Uno (piloto)
- Longitud: 13,8 m (45,3 ft)
- Envergadura: 10,2 m (33,5 ft)
- Altura: 4 m (13 ft)
- Superficie alar: 52 m² (559,7 ft²)
- Peso vacío: 7268 kg (16 018,7 lb)
- Peso cargado: 10 273 kg (22 641,7 lb)
- Peso máximo al despegue: 12 300 kg (27 109,2 lb)
- Planta motriz: 1× turborreactor Pratt & Whitney J57.
  - Empuje normal: 45 kN (4589 kgf; 10 116 lbf) de empuje.
  - Empuje con postquemador: 71 kN (7240 kgf; 15 962 lbf) de empuje.

### Rendimiento
- Velocidad máxima operativa (Vno): 1162 km/h (722 MPH; 627 kt)
- Alcance: 1100 km (594 nmi; 684 mi)
- Alcance en ferry: 1900 km
- Techo de vuelo: 17 000 m (55 774 ft)
- Régimen de ascenso: 93,3 m/s (18 366 ft/min)
- Carga alar: 198 kg/m² (40,6 lb/ft²)
- Empuje/peso: 0.71

### Armamento
- Cañones: 

  - 4x cañones Colt Mk 12 de 20 mm con 65 cartuchos cada uno
- Puntos de anclaje: 6 con una capacidad de 1800 kg, para cargar una combinación de:   
  - Cohetes: 

    - 6x contenedores de cohetes de 7 tubos LAU/68A de 70 mm
    - 4x contenedores de cohetes de 19 tubos LAU/69A de 70 mm

  - Misiles: 

    - 4x AIM-9 Sidewinder

### Aviónica
- Radar APQ-50A

## Aeronaves relacionadas

### Desarrollos relacionados
- Douglas F5D Skylancer

### Aeronaves similares
- Dassault Super Mystere
- Grumman F-9 Cougar
- Grumman F-11 Tiger
- North American FJ-4 Fury
- Vought F7U Cutlass

### Secuencias de designación
- Secuencia F_D (Cazas de la Armada estadounidense, 1922-1962 (Douglas, 1922-1962)): XFD - F3D - F4D - F5D - F6D
- Secuencia F-_ (Cazas estadounidenses, 1962-presente): ← F-3 - F-4 - F-5 - F-6 - F-7 - F-8 - F-9 →